# Золотоношка (Башкортостан)
Золотоношка (баш. Золотоношка, укр. Золотоношка) — деревня в Стерлитамакском районе Республики Башкортостан Российской Федерации. Входит в состав Тюрюшлинского сельсовета.

## География

### Географическое положение
Расстояние до:
- районного центра (Стерлитамак): 48 км,
- центра сельсовета (Тюрюшля): 10 км,
- ближайшей ж/д станции (Стерлитамак): 48 км.

## История
Село Золотоношка было основано в чистой плодородной степи около 1898-1900 гг. крестьянами-переселенцами из Золотоноши Полтавской губернии Малороссии. Село по сей день состоит из трёх частей – бывших первопосёлков – собственно Золотоношки, Полтавки и Малодеевки, ныне слившихся в одно село, отчасти превратившихся в одноимённые улицы.
В 1992—2008 гг. деревня являлась административным центром Золотоношского сельсовета.

## Население
| 2002 | 2009 | 2010 |
| ---- | ---- | ---- |
| 623  | ↘617 | ↘563 |

Национальный состав
Согласно переписи 2002 года, преобладающие национальности — украинцы (57 %), русские (35 %).

## Культура
В Золотоношке функционирует украинский историко-культурный центр, народный ансамбль украинской песни «Зоряний світ», проводится конкурс Шевченковских чтений, а в школе изучается украинский язык как отдельный предмет.

## Религия
В деревне есть православная церковь Рождества Пресвятой Богородицы.